# Helina mediana
Helina mediana är en tvåvingeart som först beskrevs av Stein 1910.  Helina mediana ingår i släktet Helina och familjen husflugor.
Artens utbredningsområde är Seychellerna. Inga underarter finns listade i Catalogue of Life.